# John Alexander (aktor)
John Alexander (ur. 29 listopada 1897 w Newport, zm. 13 lipca 1982 w Nowym Jorku) – amerykański aktor teatralny, filmowy i telewizyjny. 
Odtwórca roli Teddy’ego Brewstera – szaleńca uznającego się za Theodore Roosevelta w filmie Arszenik i stare koronki (1944). Wcześniej (1941) wcielał się w tę rolę na Broadwayu w sztuce o tym samym tytule, będącej pierwowzorem filmu. 

## Wybrana filmografia
- 1941: Pan Skeffington jako Jim Conderley
- 1944: Arszenik i stare koronki jako Theodore Brewster
- 1945: Drzewko na Brooklynie jako Steve Edwards
- 1948: Letnie wakacje jako pan Dave McComber
- 1950: Winchester ’73 jako Jack Riker